# Finansijska revizija
Finansijaska revizija se sprovodi da bi obezbedila mišljenje da li je "finansijski izveštaj" (informacija koja se proverava) u skladu sa određenim kriterijumima. Uobičajeno, kriterijumi su Medjunarodni računovodstveni standardi, ali revizori takođe mogu da sprovode revizije finansijskih izveštaja pripremljenih na osnovu gotovine ili nekih drugih računovodstvenih osnova koje odgovaraju konkretnoj organizaciji. Prlikom procenjivanja da li su finansijski izveštaji u skladu sa računovodstvenim standardima, revizor prikuplja dokaze da odredi da li u izveštajima postoje materijalne greške ili druge netačne izjave.

## Pregled
Revizorsko mišljenje je namenjeno da obezbedi razumnu potvrdu, ali ne i apsolutnu potvrdu, da su finansijski izveštaji predstavljeni ispravno, i/ili da pruži tačan i istinit prikaz u skladu sa okvirom finansijskog izveštavanja. Svrha revizije je da pruži objektivno i nezavisno ispitivanje finansijskih izveštaja, što povećava vrednost i kredibilitet finansijskih izveštaja koje objavljuje menadžment kompanije, pa se samim tim povećava i korisničko poverenje u finansijski izveštaj, smanjuje rizik za investitore i smanjuje trošak kapitala za pripremaoca finansijskog izveštaja.
U skladu sa US GAAP-om, revizori su u obavezi da objave mišljenje celokupnih finansijskih izveštaja u revizorskom izveštaju. Revizori mogu da objave tri vrste izveštaja osim nekvalifikovanih/nemodifikovanog mišljenja. Nekvalifikovano revizorsko mišljenje je mišljenje da su finansijski izveštaji predstavljeni ispravno. Kvalifikovano revizorsko mišljenje je mišljenje da su finansijski izveštaji predstavljeni ispravno, po svim značajnim aspektima u skladu sa US GAAP-om, izuzev značajnih netačnih tvrdnji koje, međutim, ne utiču na mogućnost korisnika da se osloni na finansijski izveštaj. Kvalifikovano mišljenje se takođe može izdati I za ograničenje opsega koje ima ograničen značaj. Nadalje, revizor može umesto toga da izda izjavu o odricanju odgovornosti, jer nema dovoljno odgovarajućih dokaza za formiranje mišljenja ili zbog nedostatka nezavisnosti. U izjavi o odricanju odgovornosti, revizor objašnjava razloge zbog kojih je uskratio svoje mišljenje I eksplicitno ukazuje da nije izrazio mišljenje. Konačno, negativno mišljenje revizije se izdaje kada finansijski izveštaji nisu predstavljeni na pravi način zbog neusklađenosti sa US GAAP-om, a ta neusklađenost značajno utiče na finansijski izveštaj u celini. U nepovoljnom revizorskom izveštaju revizor mora objasniti prirodu i veličinu netačnih tvrdnji i mora izraziti mišljenje da finansijski izveštaji nisu istinito predstavljeni u skladu sa US GAAP-om.
Finansijske revizije obično vrše firme sa iskusnim računovođama koji su stručni za finansijsko izveštavanje. Finansijska revizija je jedna od mnogih funkcija osiguranja koje pružaju računovodstvene firme. Mnoge organizacije posebno zapošljavaju I unajmljuju interne revizore, koji ne potvrđuju finansijske izveštaje već se fokusiraju na unutrašnju kontrolu organizacije. Spoljni revizori mogu da odluče da se ograničeno oslanjaju na rad unutrašnjih revizora. Revizija promoviše transparentnost i tačnost u objavljenim od strane organizacije, tako se smanjuje verovatnoća da organizacija prikrije svoje nezakonito poslovanje.
Na međunarodnom planu, Međunarodni standardi revizije (MSR) koje izdaje Odbor za međunarodne standarde revizije i osiguranja (IAASB), se smatraju reperom procesa revizije. Skoro sva zakonodavstva zahtevaju od revizora da prate MSR ili njihovu lokalnu varijantu.
Finansijske revizije postoje da bi dale kredibilitet iznetim uverenjima menadžmenta organizacije zainteresovanim stranama da njeni finansijski izveštaji tačno prikazuju poziciju te organizacije kao i njene performanse. Glavne zainteresovane strane organizacije su obično njeni akcionari, ali, i ostale strane kao što su poreske vlasti, banke, regulatorna tela, dobavljači, kupci I zaposleni takođe mogu imati interes da znaju da su finansijski izveštaji predstavljeni tačno, po svim značajnim aspektima. Revizija nije određena da pruži apsolutnu sigurnost, jer se zasniva na uzorkovanju,a ne na testiranju svih transakcija i stanja računa. Osmišljena je da smanji rizik od značajnih netačnih tvrdnji u finansijskim izveštajima, bilo da su one prouzrokovane greškom ili prevarom. Netačna tvrdnja je definisana prema MSR-u 450 kao greška, izostavljeno obelodanjivanje ili neodgovarajuća računovodstvena politika. “Značajna netačna tvrdnja” je greška ili propust koji mogu da utiču na odluku korisnika. Revizije postoje zato što one dodaju vrednost tako što smanjuju troškove asimetrije informacija i smanjuju informacioni rizik, ne zato što su propisane zakonom (napomena: revizije su obavezne u mnogim državama članicama EU I u mnogim zakonodavstvima su obavezne za kompanije koje se kotiraju na javnim berzama). Neke od metoda i sredstava koji su generalno prihvaćene od strane revizora, a koriste se za prikupljanje i akumuliranje revizorskih dokaza su:
1. Provera knjiženja
2. Testiranje postojanja i efektivnosti upravljačkih kontrola koje sprečavaju pogrešno prikazivanje finansijskih izveštaja
3. Provera odliva
4. Fizički pregled I brojanje
5. Potvrđivanje
6. Ispitivanje
7. Opažanje
8. Inspekcija
9. Kontrola na kraju godine
10. Preračunavanje
11. Praćenje u naknadnom period
12. Poravnanje sa bankom
13. Svedočenje
14. Provera postojanja, vlasništva i vrednosti imovine i utvrđivanje obima i prirode obaveza.

Finansijska revizija je profesija koja je poznata po dominaciji muškaraca. Prema poslednjim istraživanjima na pozicijama revizora radi 70%-80% muškaraca, 2% žena, dok su u ostalim slučajevima mešovite pozicije (Bader, 2018).

## Velika četvorka
Grinvud i saradnici su definisali revizorsku firmu kao profesionalno partnerstvo koje ima decentralizovani organizacioni odnos između glavne državne kancelarije i lokalnih kancelarija. Lokalne kancelarije mogu da donose većinu odluka, osim izrade i održavanja profesionalnog standarda.
Velika Četvorka su četiri najveće mreže profesionalnih usluga, koje nude usluge revizije, osiguranja, poreza, konsaltinga, savetovanja, aktuarstva, korporativnih finansija, i pravnih saveta. Oni vode većinu revizija za kompanije kojima se trguje na berzama, kao i za mnoge privatne kompanije, stvarajući oligopol u reviziji velikih kompanija. Izveštavano je da je velika četvorka izvršila reviziju u 99% kompanija koje se nalaze u indeksu FTSE-a-a 100, i 96% kompanija u indeksu FTSE 250, odnosno indeksa vodećih kompanija koje raspolažu srednjom količinom kapitala. Kompanije koje čine Veliku Četvorku su prikazane dole sa podacima koji su javno dostupni o njima. Nijedna od ovih kompanija nije jedna kompanija. Svaka od njih predstavlja mrežu kompanija, koje su po vlasništvu i načinu upravljanja samostalne, a koje su sklopile sporazume sa drugim kompanijama u mreži o deljenju zajedničkog imena, brenda i standarda kvaliteta. Svaka od ovih mreža je uspostavila jedan entitet koji koordinira aktivnostima u mreži. U jednom slučaju (KPMG), koordinirajući entitet je Svis, dok je u ostala tri slučaja (Deloit Tuš Tomatsu, Prajsvoterhauskupers i Ernst & Jang) koordinirajući entitet kompanija sa ograničenom odgovornošću u Ujedinjenom Kraljevstvu. Ti entiteti ne obavljaju sami eksterne profesionalne usluge i ne poseduju niti kontrolišu firme članice. Oni su slični mrežama advokatskih kancelarija koje postoje u pravnoj profesiji. U mnogim slučajevima svaka firma članica posluje u jednoj državi i strukturirana je u skladu sa regulatornim okruženjima u toj zemlji. KPMG je 2007. godine najavio spajanje četiri kompanije članice (u Velikoj Britaniji, Nemačkoj, Švajcarskoj I Lihtenštajnu) kako bi se oformila jedinstvena firma. Ernst & Jang takođe uključuje takođe odvojene pravne subjekte koji upravljaju trima od četiri oblasti: Amerika, EMEIA (Evropa, Bliski Istok, Indija I Afrika) i Azija-Pacifik. (Napomena: Japanska oblast nema poseban entitet za upravljanje područjem). Ove firme koordiniraju uslugama koje obavljaju lokalne firme u okviru svojih oblasti, ali ne pružaju usluge ili imaju vlasništvo nad lokalnim entitetima. Ova grupa je nekada bila poznata kao "Velika Osmorka", a serijom spajanja svedena je na "Veliku Šestorku", a zatim na "Veliku Petorku". "Velika Petorka" je postala Velika Četvorka nakon smrti Artura Andersena 2002. godine, nakon učešća u Enron skandalu.

## Troškovi
Troškovi revizije mogu značajno varirati u zavisnosti od prirode subjekta, njegovih poslova, industrije, stanja u kojima se nalaze finansijski izveštaji i evidencije, kao i cenovnika same računovodstvene firme. Komercijalnu odluku o određivanju cene revizije donose kompanije i njihovi revizori. Direktori su odgovorni za određivanje ukupne cene isto kao i revizorski odbor. Cene su određene tako da ne dovode u pitanje kvalitet revizije. Nedostatak osoblja i niske cene revizije dovode do veoma niskog nivoa naplate. Kao rezultat toga, računovodstvene firme kao što su KPMG, Prajsvoterhauskupers i Deloit, koje su ranije imale vrlo nisku tehničku efikasnost, počele su koristiti alate veštačke inteligencije.

## Istorija

### Revizija državnih rashoda
Najranije poznato pominjanje državnog službenika zaduženog za reviziju državnih rashoda vezuje se za revizora državne blagajne u Engleskoj 1314. godine. Revizori Impresta uspostavljeni su pod kraljica Elizabeta I 1559. godine sa formalnom odgovornošću za reviziju plaćanja blagajni. Ovaj sistem je postepeno propadao, a 1780. godine statutom su imenovani komesari za reviziju javnih računa. Od 1834. godine, komesari su radili u tandemu sa kontrolorom državne blagajne, koji je bio zadužen za kontrolu izdavanja sredstava vladi.
Kao ministar finansija, Vilijam Ivart Gledstoun pokrenuo je velike reforme javnih finansija i parlamentarne odgovornosti. Njegov Zakon o državnoj blagajni i odeljenjima iz 1866. godine zahtevao je od svih odeljenja, po prvi put, da izrađuju godišnje račune, poznate kao računi prisvajanja. Zakon je takođe uspostavio funkciju generalnog kontrolora revizora i odeljenja za finansije i reviziju, kako bi pružio pomoćno osoblje iz državne službe. Generalni kontrolor i revizor je dobio dve glavne funkcije - da odobri izdavanje javnog novca vladi iz nacionalne banke Engleske, nakon što se uverio da je to u granicama koje je parlament izglasao - i da revidira račune svih vladinih odeljenja i da o tome izveštava parlament.
Reviziju državnih rashoda u Velikoj Britaniji danas sprovodi Državna kancelarija za reviziju. Australijska državna kancelarija za reviziju sprovodi sve revizije finansijskih izveštaja za subjekte koje kontroliše vlada.

## Upravljanje i nadzor
U Sjedinjenim Američkim Državama, SEC se generalno prepustio računovodstvenoj industriji (koja deluje kroz razne organizacije tokom godina) kao računovodstvenom standardu za finansijsko izveštavanje, a kongres SAD je to prepustio SEC-u.
Ovo je takođe uobičajeno u drugim razvijenim ekonomijama. U Velikoj Britaniji, revizorske smernice određuju instituti (ACCA, ICAEV, ICAS i ICAI) čiji su članovi revizorskih firmi i pojedinačni revizori. U Australiji, pravila i profesionalni etički kodeks postavljaju Institut za ovlašćene računovođe Australije (ICAA), CPA Australije (CPA) i Nacionalni institut računovođa (NIA).
U skladu sa tim, finansijski revizorski standardi i metode teže promeni samo nakon nekih revizorskih neuspeha. Najskoriji poznati slučaj je Enron. 
Kompanija je uspela da sakrije neke bitne činjenice, poput vanbilansnih obaveza, od banaka i akcionara. Na kraju, Enron je proglasio bankrot, i od 2006. godine se nalazi u procesu raspuštanja. Jedan od rezultata ovog skandala je da je Artur Andersen, jedna od pet najvećih svetskih računovodstvenih firmi, izgubila mogućnost da revidira javne kompanije, što je dovelo do propasti firme.
Nedavni trend u revizijama (podstaknut računovodstvenim skandalima kao što su Enron i Worldcom) bio je povećan fokus na procedure interne kontrole, koje imaju za cilj da osiguraju potpunost, tačnost i ispravnost stavki u računima i ograničen pristup finansijskim sistemima. Ovo isticanje unutrašnjeg kontrolnog okruženja sada je obavezan deo revizije društava koja se kotiraju na SEC-u, u skladu sa standardima revizije Odbora za nadzor računovodstva javnih preduzeća (PCAOB), koji je uspostavljen Zakonom Sarban-Oksli.
Mnoge zemlje imaju organizacije sponzorisane od strane vlade ili ovlašćene organizacije koje razvijaju i održavaju standarde revizije i obično se odnose na opšte prihvaćene standarde revizije ili GAAS. Ovi standardi propisuju različite aspekte revizije, kao što su mišljenje, faze revizije i kontrole nad proizvodom rada (tj. radni dokumenti).
Neke organizacije za nadzor zahtevaju od revizora i revizorskih firmi da periodično prođu proveru kvaliteta treće strane kako bi se osiguralo da se primenjuje GAAS.

## Faze revizije
Sledeće stavke su faze tipične revizije:

### Faza 1: plan i dizajn pristupa revizije
```
    ●	prihvatanje klijenta i izvršavanje početnog planiranja
    ●	Razumevanje klijentovog poslovanja i industrije 
       ●  U šta bi revizor trebao da se razume
[
13
]
? 
            ●	Relevantnu industriju, regulativu, i ostale spoljne činioce uključujući i primenjene okvire finansijskog izveštavanja
            ●	Prirodu entiteta
            ●	Izbor entiteta i aplikacije računovodstvene politike
            ●	Ciljeve i strategije entiteta i povezane poslovne rizike koji mogu dovesti do pogrešnog prikaza finansijskih izveštaja 
            ●	Merenje i reviziju finansijskog učinka 
            ●	Unutrašnju kontrolu relevantnu za reviziju
    ●	Procenu rizika klijentovog poslovanja
    ●	Postaviti materijalnu vrednost i procenu prihvatljivosti revizijskog rizika(AAR) i inherentnog rizika(IR) 
    ●	Razumevanje unutrašnje kontrole i procenu rizika kontrole(CR) 
    ●	Razvijanje celokupnog revizijskog plana i programa 
```

### Faza 2: izvođenje testa kontrole i suštinskog testa transakcije
```
    ● Test kontrole: ako revizor planira da smanji utvrđeni rizik kontrole onda bi revizor trebao da izvrši test kontrole i proceni operativnu efikasnost unutrašnje kontrole (npr. autorizacija transakcije, poravnanje računa, podela zadataka) uključujući opštu IT kontrolu. Ako je unutrašnja kontrola procenjena kao efektivna, to će smanjiti(ali ne i skroz eliminisati) iznos ‘suštinskog ’ rada koje revizor mora uraditi (videti ispod) 
    ● Suštinski test transakcija: procena klijentovog evidentiranja transakcije proverom iznosa novčanih transakcija, proces koji se naziva suštinski test transakcija. Na primer, revizor može da koristi kompjuterski softver da poredi jedinicu prodajne cene na duplikatima prodajnih faktura sa elektronskim fajlom odobrenih cena kao test preciznosti odobrenih cena prodajne transakcije. Kao test kontrole iz prethodne tačke, ovaj test zadovoljava tačnost transakcija povezanih sa revizijom ciljeva za prodaju. Kao posledica efikasnosti, revizori često primenjuju testove kontrole i suštinske testove transakcije istovremeno. 
    ● Procena verovatnoće lošeg finansijskog prikaza. 
```

Beleške:
```
    ●	U ovoj fazi, ako revizor prihvati CR koji je predviđen u fazi 1 i ne želi da smanji kontrolu rizika, onda revizor možda neće pokrenuti test 
       kontrole. Ako je tako, onda ce revizor pokrenuti suštinski test transakcije. 
    ●	Ovaj test određuje količinu posla koja će biti primenjena odnosno suštinsko testiranje ili test detalja
[
14
]
. 
```

### Faza 3: izvođenje analitičkih procedure i testova detalja bilansa
```
    ● Gde je unutrašnja kontrola snažna, revizori se obično više oslanjaju na suštinske analitičke procedure(poređenje skupa finansijskih informacija, i finansija sa ne-finansijskim informacija da bi videli da li brojevi ‘’ imaju smisla’’ i neočekivani potezi mogu biti objašnjeni) 
    ● Gde je unutrašnja kontrola slaba, revizori se obično više oslanjaju suštinske testove detalja bilansa(birajući nekoliko stavki sa glavnog naloga bilansa i pronalaženjem čvrstih dokaza(npr. Fakture bankovnih računa) za te stavke) 
```

Beleške :
```
    ● Neki revizori uključuju i ‘teško zatvaranje‘ ili ‘brzo zatvaranje ‘ pri čemu zasigurno suštinska procedura može biti primenjena pre završetka godine. Na primer, ako se godina završava 31. Decembra, teškim zatvaranjem se može dostaviti revizorima podaci kao da je 30 Novembar. Revizori bi vršili reviziju kretanja prihoda/rashoda između 1januara i  30 novembra, tako da bi posle završetka godine jedino potrebno da izvrše reviziju kretanja prihoda/rashoda u decembru i bilans stanja 31. Decembra. U nekim zemljama i knjigovodstvenim preduzećima to je poznato kao ‘rolforvard’ procedure. 
```

### Faza 4: završiti reviziju i izdati izveštaj revizije
Nakon što je revizor završio sve procedure za svaki revizni cilj i za svaki račun finansijskog izveštaja i povezane objave, potrebno je kombinovati dobijene informacije kako bi se došlo do opšteg zaključka o tome da li su finansijski izveštaji ispravno prezentovani. Ovaj subjektivni proces u velikoj meri zavisi od profesionalne procene revizora. Kada se revizija završi, CPA mora da izda revizorski izveštaj koji prati objavljene finansijske izveštaje klijenata. 

## Odgovornosti revizora
Korporacijski akt 2001 obavezuje revizora da:
```
  ●  Daje istinite i ispravne poglede o finansijskim izveštajima u skladu sa računovodstvenim standardima 
  ●  Sprovodi njegovu reviziju u skladu sa revizijskim standardima
  ●  Daje direktorima i revizorima proglašenje nezavisnosti ii ispunjava zahteve o nezavisnosti 
  ●  Izveštava o sumnjivom kršenju ASIC-a
```

## Komercijalni odnosi naspram objektivnosti
Jedna od glavnih stvari sa kojima se suočavaju privatne firme za reviziju je potreba za pružanjem nezavisnih revizorskih usluga uz održavanje poslovnog odnosa sa kompanijom koja je predmet revizije. 
Odgovornost firme za reviziju je da proverava i potvrđuje pouzdanost finansijskih izveštaja može biti ograničena pritiskom od strane kompanije koja vrši reviziju, koja plaća firmu za reviziju za tu uslugu. Potreba firme za reviziju je da sačuva održiv biznis kroz reviziju prihoda može se meriti u odnosu na njegovu dužnost da ispita i proveri tačnost, relevantnost i potpunost finansijskih izveštaja kompanije. To radi revizor. 
Brojni predlozi su napravljeni da ponovo ispitaju trenutni sistem i osiguraju bolji ekonomski podsticaj revizorima da obavljaju revizijske funkcije bez kompromitovanja njihovih komercijalnih interesa u vezi sa klijentima. Primeri su više direktni podsticaji kao nagrade i pristupi osiguranju finansijskih izveštaja. Vidi, redom, podsticaji sistema za promovisanje efikasnosti vodećeg na tržištu kapitala i osiguranje finansijskih izveštaja. 

## Povezane kvalifikacije
Postoji nekoliko povezanih stručnih kvalifikacija u oblasti finansijske revizije uključujući sertifikovanog unutrašnjeg revizora, sertifikovanog računovođu, sertifikovanog ovlašćenog računovođu, ovlašćenog računovođu i sertifikovanog javnog beležnika.

## Revizori i tehnologija
Trenutno mnogo subjekata koji se reviziju koriste informacione sisteme, koji generišu informacije elektronski. Za revizijsku evidenciju, revizori dobijaju dinamičke informacije generisane iz informacionih sistema u realnom vremenu. Tako je manje papira i pre numerisanih revizorskih dokaza,što dovodi do revolucije u reviziji mitologije.

## Spoljašnje veze
- Финансијски извештај[мртва веза]
- računovodstveni softver
- forenzičko računovodstvo
- Međunarodni standardi revizije Архивирано на веб-сајту  (1. април 2019)